# Jean Drault
Pour les articles homonymes, voir Drault et Gendrot.
Alfred Gendrot, dit Jean Drault, né le 4 janvier 1866 à Tremblay-le-Vicomte (Eure-et-Loir) et mort le 11 septembre 1951 à Paris, est un journaliste, écrivain et homme politique français. 
Importante figure de la mouvance antisémite sous la Troisième République aux côtés de Édouard Drumont, il mène une longue carrière avant de finir sa vie en adhérant à la Collaboration. Il aide à la fondation du journal La France au travail (renommé La France socialiste) avec le journaliste Henry Coston puis prend la direction du journal antisémite Au pilori.

## Biographie
Jean Drault est l'auteur des romans humoristiques relatant les aventures de Chapuzot. Beaucoup de ses textes ont des connotations ouvertement antisémites, tels que Chapuzot est de la classe ! dédié à « M. Jacques de Biez, délégué général de la ligue nationale anti-sémitique de France », ainsi que son pamphlet Youtres impudents !, publié en réponse à La Gerbe.
Collaborateur d'Édouard Drumont à La Libre Parole de 1892 à 1910, ainsi qu'à L'Antijuif (1898-1903), il devient directeur de La France au travail (futur La France socialiste), journal collaborationniste dans la France occupée par les forces armées du Troisième Reich en 1940. Il est l'auteur d'une publication antisémite en 1941,  Histoire de l'antisémitisme.
À 77 ans, il accepte la direction d'un autre journal collaborationniste, Au pilori, proposée par les Allemands en février 1943. Ce journal est l'un des plus antisémites de l'époque.
Arrêté chez lui en septembre 1944, il est jugé et condamné en novembre 1946 à sept ans de réclusion, à la confiscation de ses biens, à l'indignité nationale à vie et à dix ans d'interdiction de séjour. En décembre 1947, la peine est commuée en cinq ans de réclusion.
Libéré en 1949, il meurt le 11 septembre 1951 à 85 ans,.

Jean Drault vers 1902
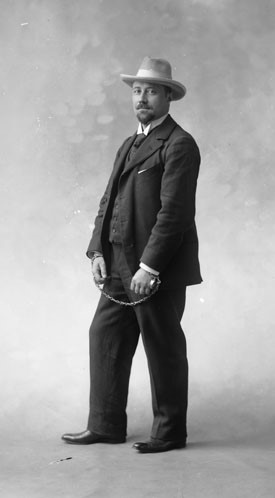
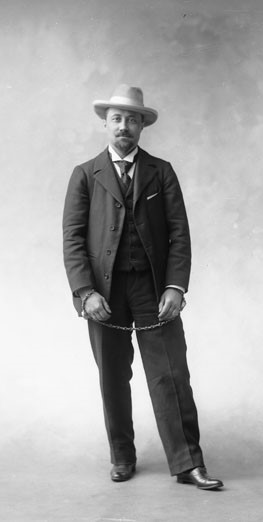
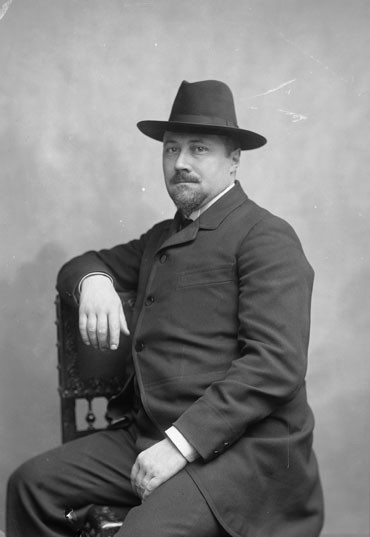
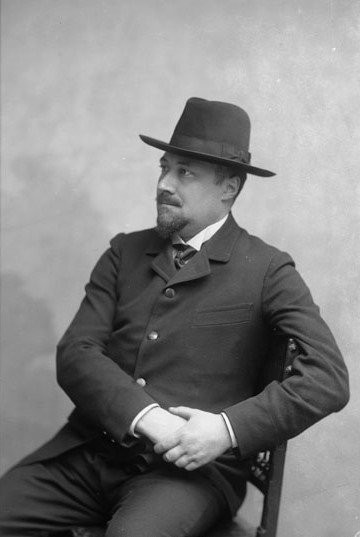

Source

## Publications
- Le Mouchoir de Chapuzot, monologue, 1890
- Le Soldat Chapuzot, scènes de la vie de caserne, 1890
- Le Dernier Sire de Lavardin, suivi de La vengeance d'un gendre et de Zouaves et marins, 1890 (dessins de L. Noël et J. Blass)
- Fricotard et Chapuzot, pièce en 3 actes et 5 tableaux, 1891
- Chapuzot est de la classe ! : nouvelles scènes de la vie de caserne, 1892 (dessins de J. Blass)
- Un lit à la cantine, opérette militaire en 1 acte, avec Jules Clermont, Paris, Concert de la Pépinière, 14 octobre 1892
- Le Carnet d'un réserviste, 1893 (dessins de J. Blass et E. Mesplès)
- La Pédale humanitaire, scènes de la vie vélocipédique, 1893
- La Bête noire de Baptistin, comédie bouffe en 2 actes, avec Noël Gaulois, 1894
- Le Député-Soldat, scènes politico-militaires, 1895
- La Semaine de Chapuzot, 15 vol., 1896-1911
- Chapuzot à Madagascar, 1897
- Un aïeul de Chapuzot, 1897
- Chapuzot au Dahomey, 1898
- La Peur du carnet, tableau de mœurs, 1898
- Les Aventures de Bécasseau, 1898
- Le Nez de Flairdecoin, 1898
- L'Odyssée de Claude Tapart, 1899
- Galimard interpelle ! comédie en 1 acte, Paris, Théâtre du Grand-Guignol, 28 mai 1900
- La Question des huiles, comédie en 1 acte, représentée, malgré l'interdiction de la censure, au meeting de la salle Vantier, 30 juin 1901
- Bidouille chez les Boërs, 1901
- Les Mémoires de Bidouille
- Alcide Chanteau, socialiste, 1902
- Le Wagon de 3e classe, 1902
- Le Gréviculteur, comédie en 1 acte,. Paris, Théâtre du Grand-Guignol, 11 mars 1902
- La Caserne allemande, aventures d'un conscrit antimilitariste, 1903
- La Vieille Gaieté protestante, 1903
- Cloridon, Flipot successeur, comédie en 1 acte, Paris, Théâtre du Grand-Guignol, 3 avril 1903
- Les Blackboulés, comédie en 2 actes, Paris, Théâtre de Cluny, 25 mars 1904
- Cyprienne, comédie en 1 acte, Paris, Théâtre du Grand-Guignol, 8 mars 1905
- Fricotard et Chapuzot, avec Jules Clermont, pièce en 3 actes et 5 tableaux, 1905
- Les Audiences joyeuses, 1905
- L'Impériale de l'omnibus, 1905
- Le Père du régiment, pièce militaire en 1 acte et 2 tableaux, avec Eugène Millou, Paris, Eldorado, 4 novembre 1905
- Elle et l'huître, pièce en 1 acte, Paris, Little-Palace, 20 décembre 1907
- Nos domestiques, 1907
- Le Plus Célèbre des Bécasseau, 1908
- Le Barbier Gracchus, épisode de la Terreur lyonnaise, 1908
- La Fille du corsaire, roman d'aventures maritimes, 1909
- Le Perroquet du cantinier, roman humoristique, 1909
- Le Jeu de l'amour et des beaux-arts, avec Urbain Sohier, comédie en 1 acte, Paris, Théâtre du Grand-Guignol, 8 avril 1909
- Contes de l'étape, 1910
- La Fiancée de Brumaire, 1910
- Le Pique-assiette, comédie en 1 acte, 1910
- Le Châtelain socialiste, comédie en 1 acte, 1910
- Le Chemin de traverse, comédie-bouffe en 2 actes, 1911
- Les Vengeurs du roi, épisode de la conspiration de Batz, 1911
- La Conspiration de Quillebœuf, grand roman historique, 1912
- Les Petits Drames du poste, 1912
- L'Idylle dans la ville rouge, 1915
- Ceux qui en reviennent. Dodore l'anarchiste, Mort-Homme, captivité, évasion, 1917
- Berlingot et Radingois, contre-espions, 1917
- Le Mystère de Corneville, ou l'Espion malgré lui, roman moderne, Le Livre de Poche no 30, 1917
- Monsieur l'espion et sa fille, 1917
- Le Mystérieux Coquelard, pièce en un acte, 1921
- 600 000 francs par mois, roman, 1922
- Trois joyeux : Roufflard, Poil d'Haricots et Bibi-la-Croustille, 1923
- Poil de haricot cherche un logement, roman, 1924
- Galupin en Amérique sèche, 1925
- Les Exploits de Jean Chouan, roman de l'époque révolutionnaire, 1926
- Le Sous-préfet de Rigomas, 1926
- Galupin touriste, roman, 1927
- Françoise l'exilée, 2 vol., 1927
- La Girl au saxophone, avec une lettre de Gyp, roman gai, 1927
- Jean Cottereau, dit Jean Chouan, 1927
- Estelle et sa raquette, 1928
- Mon raid au Paradis rouge, 1928
- La Vengeance de Rosette, 1928
- Dodore, 1929
- Tricotard et Chapujot, 1929
- Pamphile Richepanse, 1930
- Briguedon, roi du Triple Crème, roman, 1930
- Millionnaire sans le savoir, roman, 1930
- Les Cent Métiers de Galupin, 1931
- Chapuzot chez Galupin, 1931
- Fra Diavolo. Le Mariage forcé, 1932
- La Clef du champ de manœuvres, comédie militaire en deux tableaux, 1933
- Le Musée de Galupin, 1933
- Tournée de province, roman, 1933
- La Galère du vice-légat, 1934
- La Hache du Grand Roi, 1934
- Coco, groom et détective, roman, 1935
- Drumont, la France juive et la Libre-parole, 1935
- Les Tribulations d'un prolétaire embourgeoisé, roman, 1937
- La Villégiature de Jules Pigot, ou les Dangers du snobisme, roman gai, 1937
- Le Voyage de Monsieur Galupin, 1938
- La Dernière Romance, 1942
- Histoire de l'antisémitisme, 1942
- Petit catéchisme anti-juif (préface à une réédition de l'ouvrage d'A. de Boisandré), 1942
- La Cantine Chapuzot, s. d.
- Chapuzot navigue, s. d.

## Au cinéma
Son roman 600 000 francs par mois est adapté par deux fois :
- En 1926, par Nicolas Koline et Robert Péguy dans un film portant le même titre, avec Nicolas Koline, Charles Vanel, Madeleine Guitty...
- En 1933, par Léo Joannon dans un film intitulé Six cent mille francs par mois, avec Jean Ayme, Georges Biscot, Louis Florencie...